# Ashtyn Davis
Ashtyn Davis (10 ottobre 1996) è un giocatore di football americano statunitense che milita nel ruolo di safety per i Miami Dolphins della National Football League (NFL).

## Carriera

### New York Jets
Davis al college giocò a football a California dal 2016 al 2019. Fu vscelto dai New York Jets nel corso del terzo giro (68º assoluto) del Draft NFL 2020. Debuttò come professionista scendendo in campo con gli special team nel primo turno contro i Buffalo Bills ritornando un pallone per 16 yard. La sua stagione da rookie si chiuse con 34 tackle e un passaggio deviato in 10 presenze.

### Miami Dolphins
Il 13 marzo 2025 Davis firmò con i Miami Dolphins un contratto annuale del valore di 3 milioni di dollari.